# Atrichopsis
Atrichopsis,  rod mahovnjača iz porodice Polytrichaceae, dio reda Polytrichales. Postoji 16 priznatih vrsta, a tipična je Atrichopsis magellanica Cardot, sinonim za A. compressa

## Vrste
1. Atrichopsis angulata (Cardot & Broth.) N.E. Bell & Hyvönen
2. Atrichopsis australis (Hook. f. & Wilson) N.E. Bell & Hyvönen
3. Atrichopsis bellii (Broth.) N.E. Bell & Hyvönen
4. Atrichopsis capensis Schelpe & N.C. Fanshawe ex van Rooy, N.E. Bell & Hyvönen
5. Atrichopsis compressa (Hook. f. & Wilson) G.L. Sm.
6. Atrichopsis crispula (Hook. f. & Wilson) N.E. Bell & Hyvönen
7. Atrichopsis erosa (Hampe) N.E. Bell & Hyvönen
8. Atrichopsis laxifolia (Dixon) N.E. Bell & Hyvönen
9. Atrichopsis mexicana (G.L. Sm.) N.E. Bell & Hyvönen
10. Atrichopsis minima (Cardot) N.E. Bell & Hyvönen
11. Atrichopsis tapes (Müll. Hal.) N.E. Bell & Hyvönen
12. Atrichopsis tenuirostris (Hook.) N.E. Bell & Hyvönen
13. Atrichopsis tetragona Schelpe & N.C. Fanshawe ex van Rooy, N.E. Bell & Hyvönen
14. Atrichopsis trichodon (Hook. f. & Wilson) N.E. Bell & Hyvönen
15. Atrichopsis tristaniensis (Dixon) N.E. Bell & Hyvönen
16. Atrichopsis wageri (Broth. ex Dixon) van Rooy, N.E. Bell & Hyvönen